# Marčelo
Marčelo (in serbo Марчело?), pseudonimo di Marko Šelić (in serbo Марко Шелић?; Paraćin, 22 gennaio 1983), è un rapper serbo.

## Biografia
Marčelo ha esordito nell'industria discografica con l'album in studio De facto, uscito nel novembre 2003. All'LP hanno fatto seguito i dischi Puzzle Shock! (2005), Treća strana medalje (2008), Deca i Sunce (2010) e Napet šou (2014).
È stato candidato per l'MTV Europe Music Award al miglior artista adriatico in due occasioni, una nel 2008 e l'altra nel 2015.

## Discografia

### Album in studio
- 2003 – De facto
- 2005 – Puzzle Shock!
- 2008 – Treća strana medalje
- 2010 – Deca i Sunce
- 2014 – Napet šou
- 2021 – Nojeva varka
- 2024 – Tako je govorio Zaradsutra (con Zaradsutra e Sinovatz)

### EP
- 2014 – Napet šou (Zagrevanje)
- 2015 – Tri boje zvuka

### Singoli
- 2021 – Vidim (con Zaradsutra e Sinovatz)
- 2021 – Flešbek (con Šljuka)
- 2021 – Dvadeset (con Rade Sklopić)
- 2021 – Fernweh (con Nensi e Šljuka)
- 2023 – Vatra u mraku (con Marko Louis)